# Droga ekspresowa S22
Die Droga ekspresowa S22 (pol. für ‚Schnellstraße S22‘) ist eine Schnellstraße in Polen und verbindet Elbing mit dem in der russischen Exklave Oblast Kaliningrad gelegenen Kaliningrad. Auf der russischen Seite heißt die Fortführung der Straße R516. Die S22 und die R516 sind Teil der Europastraße 28.

## Geschichte
Sie wurde als Teil der Reichsautobahn Berlin–Königsberg errichtet. Dabei wurde nur eine der beiden Fahrbahnen gebaut, sie war also nur zweistreifig. Sie wurde in den Jahren 1936 bis 1938 fertiggestellt. Nach dem Zweiten Weltkrieg fielen infolge der Beschlüsse der Teheran-Konferenz, der Konferenz von Jalta und der Potsdamer Konferenz die südlichen Teile Ostpreußens an Polen, die nördlichen an die zur Sowjetunion gehörende RSFSR, so dass die ehemalige Reichsautobahn auf dem Gebiet zweier Staaten lag. Sie war nicht als Autobahn markiert, sondern eine normale außerörtliche Straße. Ein Grenzübergang wurde bis zur politischen Wende in den beiden Ländern nicht eingerichtet.

## Fertiggestellte Abschnitte
Von 2006 bis 2008 wurde die S22 von Grund auf saniert und modernisiert. Die Strecke wurde jedoch nicht auf der kompletten Länge mit zwei Fahrbahnen ausgebaut. Von den 50,2 Kilometern sind 38,9 Kilometer zwischen den Knoten Elbląg-Wschód und Maciejewo mit einer, 12,2 Kilometer vom Knoten Maciejewo bis zum Grenzübergang mit zwei Fahrbahnen ausgestattet. Die Kosten wurden auf 479 Millionen Złoty (entspricht 120 Millionen Euro) festgelegt. Der Grenzübergang Mamonowo II–Grzechotki (Heiligenbeil–Rehfeld) zwischen Russland und Polen wurde am 7. Dezember 2010 eröffnet. Die Kapazität des Übergangs ist auf täglich 26.000 Personenkraftwagen, 1.250 Lastkraftwagen und 150 Busse ausgelegt.

## Weitere Planungen
Im Infrastruktur- und Entwicklungsplan Polens (Narodowy Plan Rozwoju) von 2005 war vorgesehen, dass die S22 nach 2013 entlang der Landesstraße 22 von Elbląg bis Gorzów Wielkopolski als Ergänzung des bestehenden Netzes von Schnellstraßen und zur Herstellung regionaler Nachhaltigkeit verlängert wird. Es würde ein Streckenzug von über 370 Kilometern Länge entstehen.